# Rijksdienst voor jaarlijkse vakantie

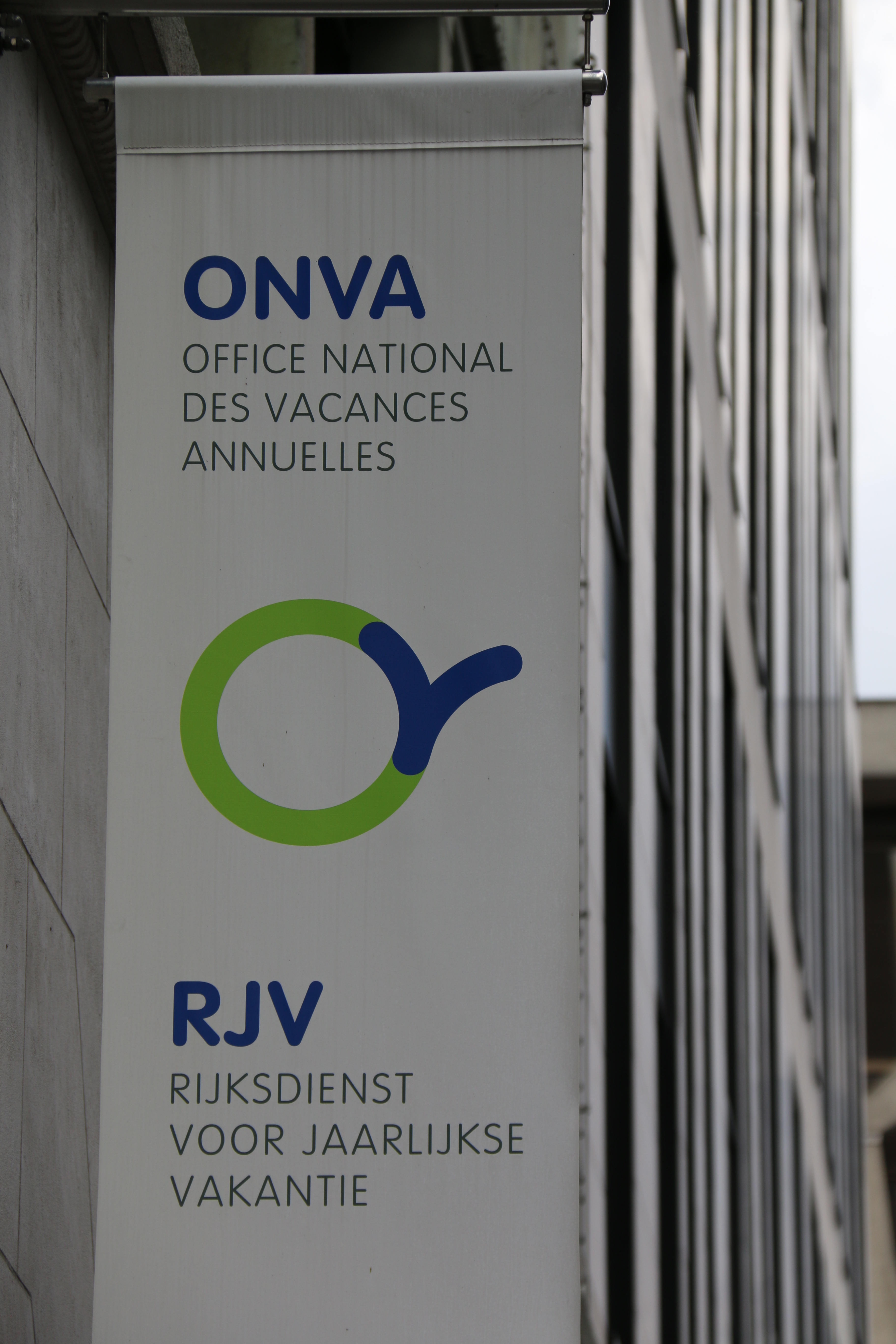

De Rijksdienst voor jaarlijkse vakantie (Frans:Office national des vacances annuelles/ Duits:Landesamt für Jahresurlaub) is de dienst van de Belgische federale overheid die instaat voor het regelen van het vakantiegeld. De Rijksdienst staat in voor de berekening van het aantal vakantiedagen en het bedrag van het jaarlijks vakantiegeld van de arbeiders en van sommige kunstenaars. De dienst is een openbare instelling van sociale zekerheid (OISZ) en betaalt dat vakantiegeld rechtstreeks of onrechtstreeks uit. De dienst is gevestigd op de Warmoesberg in Brussel.